# Alfred Siegfried (homme politique)
Pour les articles homonymes, voir Siegfried.
Alfred Siegfried, né le 11 novembre 1820 à Karben et mort le 25 juin 1896 à Pluttwinnen (de) (Sambie), est un propriétaire terrien et homme politique allemand, membre du Reichstag de l'Empire allemand de 1874 à 1876.

## Biographie
Siegfried est scolarisé au Gymnasium à Braunsberg, puis il étudie le droit aux universités de Königsberg et de Berlin. En 1844 et 1845, il effectue un stage dans les tribunaux municipaux de Berlin et de Königsberg. Il devient agriculteur en 1846 et acquiert en 1850 le domaine de Pluttwinnen (de) dans l'arrondissement de Fischhausen (aujourd'hui Verchinino dans l'oblast de Kaliningrad).
De 1870 à 1871, il est membre du parlement provincial de Prusse.
De 1874 à 1876, Siegfried est député de la 4e circonscription du district de Königsberg au Reichstag pour le Parti national-libéral. Il démissionne de cette fonction le 9 janvier 1876 en raison de problèmes de santé.